# Kevin McClory
Kevin O’Donovan McClory (* 8. Juni 1926 in Dublin, Irland; † 20. November 2006 in London, England) war ein irischer Filmproduzent, -regisseur und Drehbuchautor. Seine bekannteste Produktion ist der James-Bond-Film James Bond 007 – Feuerball (1965), von dem er 18 Jahre später auch ein Remake (Sag niemals nie) anfertigte. Beide Filme waren Ergebnisse eines Rechtsstreits zwischen McClory und Ian Fleming um die Rechte an Flemings Buch Aktion Feuerball (Thunderball).

## Leben und Werk
McClorys Eltern waren irische Schauspieler. Er diente im Zweiten Weltkrieg in der Handelsmarine, als sein Schiff am 21. Februar 1943 von einem Torpedo getroffen wurde. McClory trieb zwei Wochen in einem Rettungsboot in der Nordsee, bevor er gerettet wurde.
Seine Filmkarriere begann er als Filmtechniker in den Shepperton Studios. Er war John Hustons persönlicher Assistent bei African Queen (1951) und Moulin Rouge (1952) und Regieassistent bei Moby Dick (1956). Ebenfalls 1956 war er Regieassistent und Mitproduzent bei Michael Todds Film In 80 Tagen um die Welt (Around the World in 80 Days), der den Oscar als bester Film des Jahres gewann.
1958 arbeitete er mit Ian Fleming an einer Reihe von Entwürfen für eine geplante Verfilmung der James-Bond-Romane. Als McClorys Film The Boy and the Bridge (Wettbewerbsbeitrag beim Filmfestival Venedig) ein finanzieller Misserfolg wurde, verlor Fleming das Interesse an der Zusammenarbeit. Ohne Erlaubnis arbeitete Fleming das Skript zu dem Roman Aktion Feuerball um, wobei er McClorys Mitarbeit nicht erwähnte. Eine Klage folgte. Am 20. November 1963 entschied das Gericht, dass Fleming McClory 35.000 Pfund Entschädigung und seine Gerichtskosten bezahlen musste. Zukünftige Ausgaben des Romans mussten die Mitarbeit McClorys erwähnen.
1976 kündigte McClory an, einen originalen James-Bond-Film zu produzieren, worauf die Familie des Produzenten der James-Bond-Filme, Albert R. Broccoli, McClory mit rechtlichen Schritten drohte. Der US-amerikanische Produzent Jack Schwartzman übernahm das Projekt: Ergebnis war 1983 ein Remake des Bond-Films Feuerball (Thunderball) als Sag niemals nie, wobei McClory als ausführender Produzent genannt wurde. Die Hauptrolle spielte Sean Connery nach 12 Jahren Pause von der Rolle. Weitere Pläne von McClory, die Erlaubnis zur Produktion weiterer Filmversionen von Aktion Feuerball vor Gericht zu erstreiten, zerschlugen sich.